# Nannostomus unifasciatus
Nannostomus unifasciatus és una espècie de peix de la família dels lebiasínids i de l'ordre dels caraciformes.

## Morfologia
- Els mascles poden assolir 3,8 cm de longitud total.[1][2]

## Alimentació
Menja cucs, crustacis i insectes.

## Hàbitat
És un peix d'aigua dolça i de clima tropical (25 °C-28 °C).

## Distribució geogràfica
Es troba a Sud-amèrica: parts de la conca del riu Amazones a Bolívia, Brasil i, probablement també, Colòmbia, i conca de l'Orinoco a Veneçuela i Guaiana.